# Symfonie nr. 5 (Penderecki)
Krzysztof Penderecki componeerde zijn volledig instrumentale Symfonie nr. 5 in 1991. Het is bekend onder de aanduiding "Koreaanse", maar dat is geen officiële bijtitel. De symfonie bestaat net zoals zijn 2e en 4e symfonie uit één deel, maar door de compositie heen zijn nieuwe passages hoorbaar, met name in de tempi. De secties Andante-vivace-andante-passacaglia-scherzo (met trio)-allegro molto en vivade epiloog zijn goed te onderscheiden. Penderecki heeft in deze symfonie een Koreaans volksliedje verstopt.
De symfonie heeft weinig meer van de experimentele muziek, die hem gedurende jaren zestig en begin jaren zeventig nog bezighield. Zo af en toe komt het even bovendrijven, maar wordt dan weer overschaduwd door meer klassiekere klanken. Het begin van de symfonie begint met een aantal tonen in de altvioolpartij; eenzelfde figuur is aanwezig in zijn 3e symfonie in het vierde deel de Passacaglia. Hier is het echter veel minder nadrukkelijk aanwezig. Na die toch zware beginnoten ontvouwt zich een voor Penderecki’s doen lichte symfonie. Hij lijkt hiermee op een breekpunt te staan, het is daarom jammer dat de volgende symfonie, zijn zesde nog steeds niet voltooid is; de ontwikkeling naar zijn zevende symfonie, een massief werk voor solisten, koor en orkest, is daarom niet duidelijk zichtbaar. Na deze vijfde heeft de componist geen werk meer opgeleverd voor groot symfonieorkest alleen; wel kwamen af en toe composities voor strijkorkest.
De muziek kenmerkt zich door lange solopassages, voor bijvoorbeeld waldhoorn en later hobo / althobo. Af en toe doet het denken aan de symfonieën van Dmitri Sjostakovitsj in zijn moderne passages op latere leeftijd geschreven; ook Gustav Mahler dringt zich op. De finale van de symfonie is atypisch voor de Pool, het orkest sluit af onder slagwerkgeweld.
De première vond plaats in Seoel; orkest was het Radiosymfonieorkest van Korea onder leiding van de componist; het was geschreven in opdracht van het Internationaal Cultureel Genootschap van Korea ter gelegenheid van de 50-jarige onafhankelijkheid (Korea was bezet gebied door Japan).

## Bron en discografie
- Uitgave Naxos; Nationaal Pools Radio Symfonie Orkest (Katowice) onder leiding van Antoni Wit

Nr. 1 · Nr. 2 · Nr. 3 · Nr. 4 · Nr. 5 · Nr. 6 · Nr. 7 · Nr. 8